# 浪口修
浪口 修（なみぐち おさむ、1980年8月30日 - ）は、日本のプロレスラー。

## 来歴
2001年にプロレスリングZERO-ONEに入門し、2年もの間練習生を務め、2003年11月7日、金村キンタローと大流血のデビューを果たした。
スペル・クレイジーを師匠にルチャのムーブを覚える。2004年12月に不動力也から生涯初のピンフォールを奪う。
2005年8月24日、WWA世界ジュニア・ライトヘビー級選手権にてフェロッソよりドリームキャッチにて勝利し、見事チャンピオンとなるも、同月31日、奮闘むなしく中嶋勝彦のジャーマンスープレックスに敗れ王座陥落。その後も高西翔太にフォールを奪われる、プロレスリング・ノア所属の若手・青木篤志に良いところ少なく連敗するなどスランプが続く。
2007年5月6日、日高郁人と組んで出場したディファカップは3位だったが、その3位の盾をヘラクレスオオ千賀に取られてしまい、8月23日に髪の毛をかけた試合に挑んだが敗北し坊主になった。
2009年10月24日、後楽園ホール大会に於いて、デビュー戦の相手である金村キンタローとのハードコアマッチを最後に引退した。
2009年12月27日、地下プロレス団体「EXIT」のメイン、高岩竜一＆ジョータ vs 梅沢菊次郎＆浪口修で復帰。
2010年8月10日、東京愚連隊自主興行、田島久丸＆南野たけし vs 菅原拓也＆浪口修戦でプロレスラーに正式復帰し、記者会見では今後フリーとして新日本プロレスやプロレスリング・ノアへの参戦を希望した。
2013年はガンバレ☆プロレスにて大家健代表らと抗争を繰り広げた。今までいじられ役だったのがここでは小笠原和彦と組んでヒールとして活動。またばってん多摩川を仲間に加えた。
2020年現在はプロレスリングHEAT-UPの他、主に首都圏のインディー団体に出場している。

## 得意技
ダイビングヘッドバット
デラックスボンバー
浪口落とし
雪崩式高角度前方回転エビ固めと同型。

## 入場曲
- 初代 : どっこい野郎
- 2代目 : 星空のディスタンス（THE ALFEE）

## タイトル歴
プロレスリングZERO-ONE
- NWAインターコンチネンタルタッグ王座

プロレスリングZERO1-MAX
- WWA世界ジュニアライトヘビー級王座（プロレスリングZERO1-MAX版）

WDB
- WDBタッグ王座

プロレスリングFTO
- 九州無差別級王座
- WOW世界ヘビー級王座